# Le Silence de la cité
Le Silence de la cité est un roman de science-fiction en langue française d'Élisabeth Vonarburg, publié en 1981 dans la collection Présence du futur.

## Résumé
Une petite fille, Élisa grandit dans la Cité. Elle est entourée d'amis, mais découvre que ce sont des robots. Il y a aussi Grand-Père, et Paul. Grand-Père est un robot, mais il sert d'interface à un homme très âgé. Paul est presque le seul humain qu'elle voit. Les rares humains qui vivent dans la Cité sont en fait le résultat de manipulations génétiques qui accroît leur longévité. La Cité est l'un des rares espaces technologiques sur une planète ravagée par les « Abominations ».

## Récompenses et distinctions
- Grand Prix de la SF française en 1982[2]
- Prix Rosny aîné 1982[2]
- Prix Boréal en 1982[2]